# René Jünger
René Jünger (* 1991) ist ein deutscher Ringer. Er startet sowohl in der Gewichtsklasse bis 96 kg, als auch im Schwergewicht bis 120 kg. René Jünger kämpft sowohl im griechisch-römischen Stil, als auch im Freistil.

## Werdegang
- ab 1996 KSV Seeheim, 2. Bundesliga
- seit 2014 KSV Schriesheim, 1. Bundesliga